# York Football League
York Football League là một giải bóng đá nằm ở North Yorkshire, Anh, thành lập năm 1897. Hiện tại theo điều khoản tài trợ, giải đấu có tên là York Minster Engineering Football League.  Hạng đấu cao nhất nằm ở Cấp độ 11 trong Hệ thống các giải bóng đá ở Anh. Giải đấu là thành viên của North Riding County Football Association. Đội bóng vùng  York thành công nhất là Dringhouses, York Railway Institute, Osbaldwick và Rowntrees. Ba đội đang thi đấu ở các cấp độ cao hơn trong hệ thống bóng đá Anh từng thi đấu ở York Football League gồm: Pickering Town, Tadcaster Albion và Knaresborough Town.

## Lịch sử
Khi giải đấu thành lập vào cuối thập niên 1800, bóng đá mới chỉ bắt đầu phổ biến ở Anh. Bản thân The Football League chỉ bắt đầu trước 9 năm so với York League, nó cũng được thành lập trước cả đội bóng chính của thành phố là York City. Do cấu trúc giải đấu, có 9 đội đầu tiên tham gia, các đội bóng đó là:
|  | - Acomb - Bishopthorpe - Easingwold |  | - Ebor Wanderers - Rowntrees - Ulleskelf |  | - York St. Clements - York Trinity - York Wednesday |

Đội bóng của York League, Poppleton United năm 1908.

Xuyên suốt lịch sử giải đấu, đội bóng duy nhất từ mùa giải đầu tiên vẫn còn tiếp tục thi đấu tại giải là Rowntrees (bây giờ là Nestlé Rowntree) cho đến lúc sự chuyển nhượng đội bóng vào đầu mùa giải 2013–14.
Tuy nhiên, Bishopthorpe United, Easingwold Town và St. Clements vẫn còn thi đấu ở hệ thống York League, sau khi tái thành lập ở các thời điểm khác nhau.
Acomb và Rowntrees (cùng với các đội đồng hành, York YMCA) cũng trở thành đội bóng sáng lập Yorkshire League từ mùa giải 1920–21.
Một số đội từ York League trong quá khứ đã leo lên thi đấu cao hơn; Pickering Town thăng hạng năm 1972. Hiện tại họ đang thi đấu ở Northern Counties East Premier Division. Tương tự, York Railway Institute và Rowntrees cũng giành chức vô địch của Northern Counties East League Division One trong thập niên 1980.

### Giai đoạn gần đây
Hiện tại giải có tổng cộng 5 hạng đấu (và 3 hạng đấu dự bị), trong đó York League Premier Division là hạng cao nhất, nằm ở Cấp độ 11 trong Hệ thống các giải bóng đá ở Anh. Danh hiệu vô địch thường xuyên thay đổi khi không đội nào bảo vệ được danh hiệu cho đến mùa giải 2007–08, Huntington Rovers đã làm được điều này. Nhiều đội tham gia giải đấu đã thành công khi lên chơi đến hạng Premier Division (Terrington Glory, Tadcaster Magnets, F1 Racing).
Các đội mới tham gia mùa giải 2015-16 gồm Heworth Green, Howden AFC, Malt Shovel (của Selby), New York WMC và Pollington.
Các cựu cầu thủ chuyên nghiệp của York City cũng thi đấu trong giải, bao gồm Andy McMillan và Christian Fox ở Haxby United.

## Các câu lạc bộ mùa giải 2015–16

### Premier Division
- Brooklyn
- Church Fenton White Horse
- Copmanthorpe
- Dringhouses
- Dunnington
- F1 Racing  Lưu trữ ngày 1 tháng 9 năm 2018 tại Wayback Machine
- Harrison's Signs
- Huntington Rovers
- Old Malton St. Mary's
- Osbaldwick
- Riccall United
- Tadcaster Magnets
- Wigginton Grasshoppers
- York Railway Institute

### Division One
- Cliffe
- Easingwold Town
- Hemingbrough United
- Heslington
- Malton & Norton
- Pocklington Town Dự bị
- Poppleton United
- Rawcliffe
- Sporting Knavesmire
- Tockwith
- York St. John University

### Division Two
- Barmby Moor
- Bishopthorpe United
- Fulford
- Hamilton Panthers
- Haxby United
- Kirkbymoorside
- Stamford Bridge
- Strensall
- Thorpe United

### Division Three
- Bubwith White Swan
- Cawood
- Civil Service
- Huby United
- Jorvik Blades
- Moor Lane
- Rufforth United
- Selby Olympia
- South Milford
- Wilberfoss

### Division Four
- AFC Crayke
- Heworth Green
- Howden Academy
- Huntington
- London & North Eastern Railway Builders
- Malt Shovel
- New York Working Mens Club
- Pollington
- Settrington
- The Raj
- Wetherby Athletic 'B'
- Wheldrake

## Đội vô địch

### Premier Division
Sau đây là danh sách không đầy đủ về các đội vô địch hạng cao nhất của York Football League.
| - 1901–02 Rowntrees - 1902–03 Knaresborough - 1903–04 Knaresborough - 1904–05 Knaresborough - 1905–06 NER United - 1906–07 York & Lancs Regt. - 1907–08 St. Pauls - 1908–09 Knaresborough - 1909–10 5th Lancers - 1910–11 Green Howards - 1911–12 East Yorks Regiment - 1912–13 East Yorks Regiment - 1913–14 East Yorks Regiment - 1916–19 Suspended due to World War I - 1919–20 Lowther United - 1923–24 Durham Light Infantry - 1924–25 Knaresborough - 1925–26 Knaresborough - 1926–27 Olympia Cake & Oil Selby - 1927–28 Olympia Cake & Oil Selby - 1928–29 Knaresborough - 1929–30 Northumberland Fusiliers - 1930–31 Rowntrees - 1931–32 Olympia Cake & Oil Selby - 1932–33 Dringhouses - 1933–34 Knaresborough Town - 1934–35 Knaresborough Town - 1935–36 York Railway Institute - 1936–37 York Railway Institute - 1937–38 York Railway Institute - 1938–39 York Railway Institute - 1939–40 Old Priory - 1940–41 York Railway Institute - 1941–46 Suspended due to World War II - 1947–48 Tadcaster Albion | - 1948–49 Cookes - 1949–50 York Railway Institute - 1950–51 York Railway Institute - 1951–52 York Railway Institute - 1952–53 York Railway Institute - 1953–54 York Railway Institute - 1954–55 Market Weighton - 1955–56 Pickering Town - 1956–57 Market Weighton - 1957–58 Dringhouses - 1958–59 Dringhouses - 1959–60 Dringhouses - 1960–61 Dringhouses - 1961–62 Dringhouses - 1962–63 Holme Rovers - 1963–64 Rowntrees - 1964–65 Rowntrees - 1965–66 Rowntrees - 1966–67 Pickering Town - 1967–68 York Railway Institute - 1968–69 Vickers - 1969–70 Pickering Town - 1970–71 Riccall United - 1971–72 Riccall United - 1972–73 Rowntrees - 1973–74 Riccall United - 1974–75 Riccall United - 1975–76 Rowntrees - 1976–77 Riccall United - 1977–78 Riccall United - 1978–79 Rowntrees - 1979–80 Brayton - 1980–81 Rowntrees - 1981–82 Rowntrees - 1982–83 Haxby | - 1983–84 Osbaldwick - 1984–85 Osbaldwick - 1985–86 Osbaldwick - 1986–87 Osbaldwick - 1987–88 Osbaldwick - 1988–89 Osbaldwick - 1989–90 Osbaldwick - 1990–91 Osbaldwick - 1991–92 Osbaldwick - 1992–93 Osbaldwick - 1993–94 Dringhouses - 1994–95 Dringhouses - 1995–96 Bishopthorpe - 1996–97 Osbaldwick - 1997–98 Boroughbridge - 1998–99 - 1999–2000 - 2000–01 Old Malton St. Mary's - 2001–02 Pocklington Town AFC - 2002–03 Pocklington Town AFC - 2003–04 Dringhouses - 2004–05 Dringhouses - 2005–06 Dringhouses - 2006–07 Huntington Rovers - 2007–08 Huntington Rovers - 2008–09 Hamilton Panthers - 2009–10 Haxby United - 2010–11 Dringhouses - 2011–12 Old Malton St. Mary's - 2012–13 Dunnington - 2013–14 Old Malton St Mary's - 2014–15 Riccall United |  |

### Division One
Sau đây là danh sách không đầy đủ của các đội vô địch ở hạng đấu cao thứ hai của York League. 
Từ năm 1923 đến năm 1960 (với ngoại lệ là các mùa giải 1932–33, 1939–40 và 1946–47), hạng đấu được chia thành 2 nhóm, vì vậy đó là lý do những năm đó có 2 nhà vô địch.
| - 1909–10 John Smith's - 1910–11 Easingwold - 1911–12 Lowther United - 1912–13 Cawood United - 1913–14 Acomb - 1916–19 Hủy bỏ do Thế chiến thứ I - 1919–20 Burton Lane Working Mens Club - 1920–21 Fishergate Old Boys - 1921–22 Archbishop Holgates Old Boys - 1922–23 St Lawrences Working Mens Club - 1923–24 St Lawrences Working Mens Club / Tadcaster Albion - 1924–25 St Lawrences Working Mens Club / Selby Olympia - 1925–26 Clarence C&I / Selby Olympia - 1926–27 LNER Locomotive / South Bank Working Mens Club - 1927–28 LNER Locomotive / Poppleton United - 1928–29 LNER P'way / South Bank - 1929–30 Selby East Common / Malton Bible Class - 1930–31 Clarence C&I / RA & Signals - 1931–32 Selby Brayton Road / Poppleton Road OB - 1932–33 John Smith's - 1933–34 LNER Institute / 3rd Hussars - 1934–35 Easingwold Town / Riccall United - 1935–36 Market Weighton / Duncombe Park - 1936–37 Fulford United / Old Malton St Mary's - 1937–38 Fulford United / Acomb - 1938–39 Old Priory / York RI Dự bị - 1939–40 Easingwold Town - 1941–46 Hủy bỏ do Thế chiến thứ II - 1946–47 New Earswick - 1947–48 United Services / Poppleton Road Old Boys - 1948–49 Fulford Road WMC / Market Weighton - 1949–50 Fulford United / South Bank | - 1950–51 Cliftonville / Clifton & Rawcliffe Community Association - 1951–52 Huntington Rovers / Catholic United - 1952–53 BR Nomads / Knaresborough - 1953–54 Pickering Town / Catholic United - 1954–55 Riccall United / Haxby - 1955–56 Duncombe Park / Ardua - 1956–57 Olympia Mills (Selby) / South Bank - 1957–58 Old Malton St. Mary's / Rowntrees - 1958–59 Cawood / Dunnington - 1959–60 Fulford United / Holme Rovers - 1960–61 South Bank / Cookes - 1961–62 Selby Shipyards / Civil Service - 1962–63 Easingwold Town / NMU - 1963–64 Olympia Mills (Selby) / British Sugar - 1964–65 Huntington Rovers - 1965–66 Fulford United - 1966–67 NMU - 1967–68 Vickers - 1968–69 Wilberfoss Athletic - 1969–70 Riccall United - 1970–71 Old Malton St. Mary's - 1971–72 Amotherby & Swinton - 1972–73 New Earswick - 1973–74 British Sugar - 1974–75 Sheriff Hutton - 1975–76 Pickering Town - 1976–77 Rangers - 1977–78 Melbourne - 1978–79 Brayton - 1979–80 Post Office - 1980–81 York Railway Institute - 1981–82 Huntington Rovers - 1982–83 Dringhouses - 1983–84 St John's College | - 1984–85 Cliftonville - 1985–86 Huntington Rovers - 1986–87 Griffin - 1987–88 Olympia Mills - 1988–89 Riccall United - 1989–90 Westlers United - 1990–91 New Earswick - 1991–92 General Accident - 1992–93 Wigginton Grasshoppers - 1993–94 Boroughbridge - 1994–95 New Earswick - 1995–96 - 1996–97 - 1997–98 - 1998–99 - 1999–2000 - 2000–01 Riccall United - 2001–02 Malton Bacon Factory - 2002–03 Wigginton Black Horse - 2003–04 Thorpe United - 2004–05 Nestlé Rowntree - 2005–06 Heslington - 2006–07 Haxby United - 2007–08 Wilberfoss - 2008–09 Riccall United - 2009–10 York Railway Institute - 2010–11 Wigginton Grasshoppers - 2011–12 Terrington Glory - 2012–13 Aviva - 2013–14 Tadcaster Magnets - 2014–15 F1 Racing |

### Division Two
Sau đây là danh sách không đầy đủ của các đội vô địch ở hạng đấu cao thứ ba của York League. Cấu trúc thường dùng nhất là chia thành 2 nhóm, vì vậy có 2 nhà vô địch ở một số mùa giải. Có thời điểm có tận 3 nhóm cùng thi đấu với nhau.
| - 1909–10 Escrick Park - 1910–11 Melbourne A S - 1911–12 Clifton Church Institute - 1912–13 Bishopthorpe - 1913–14 South Bank - 1914–19 Hủy bỏ do Thế chiến thứ I - 1919–20 Central Mission - 1920–21 Huntington - 1921–22 Poppleton United - 1922–23 Model School Old Boys - 1923–24 Clarence C&I / LMS Railway - 1924–25 Poppleton Road Old Boys / Fulford United - 1925–26 Acomb AS / Church Fenton - 1926–27 Acomb AS / Tadcaster United - 1927–28 LNER P'way / RA Signals - 1928–29 Huntington Rovers / St Georges Wesleyans - 1929–30 Stamford Bridge - 1930–31 Huntington Rovers / Poppleton Road Working Mens Club - 1931–32 Acomb Carr Lane / Riccall United - 1932–33 Stamford Bridge / St. Maurice's - 1933–34 Heslington / Eborcraft - 1934–35 Crescent Working Mens Club / RAOC - 1935–36 Haxby Fellowship / Acomb - 1936–37 Pocklington - 1937–38 Clifton Colliery Institute - 1938–39 Poppleton United / Cawood - 1939–46 Hủy bỏ do Thế chiến thứ II - 1946–47 Fulford Road WMC / Pocklington US - 1947–48 Huntington Rovers / RAF Rufforth - 1948–49 Cliftonville Youth Club / C&W Nomads / INL - 1949–50 Clifton & Rawcliffe Community Association / South Bank / NMU - 1950–51 Pavilion Rangers / Poppleton SF / Groves United - 1951–52 Heslington / Knaresborough / Escrick Park | - 1952–53 Cookes / RAF Church Fenton / Gleneagles - 1953–54 Fulford Road Working Mens Club / South Bank Dự bị - 1954–55 Duncombe Park / Crayke - 1955–56 Wilberfoss Athletic / Haxby Dự bị - 1956–57 Cliftonville Dự bị / Mail Coach United - 1957–58 Yard Staff Dự bị / LNER Builders - 1958–59 Easingwold Town / Crayke - 1959–60 Armstrong / Hammerton United - 1960–61 Selby St. Mary's / NMU - 1961–62 Heworth / Haxby Dự bị - 1962–63 Unicrux / Strensall - 1963–64 Ampleforth / Escrick Brick & Tile Works - 1964–65 Fulford United - 1965–66 Newton-on-Ouse - 1966–67 Wilberfoss Athletic - 1967–68 Heworth - 1968–69 Stillington - 1969–70 Old Malton St. Mary's - 1970–71 FC Melrose - 1971–72 Post Office - 1972–73 Pocklington Social Club - 1973–74 Sheriff Hutton - 1974–75 St John's College - 1975–76 Moor Lane Youth Club - 1976–77 Cawood - 1977–78 Kingsway - 1978–79 Water Lane Youth Club - 1979–80 St John's College - 1980–81 Chapelfields Youth Club - 1981–82 Dringhouses - 1982–83 Fulford United - 1983–84 Olympia Mills (Selby) - 1984–85 Selby Town Dự bị - 1985–86 Old Malton St Mary's - 1986–87 Bishopthorpe United | - 1987–88 Westlers United - 1988–89 Stamford Bridge - 1989–90 General Accident - 1990–91 Black a Moor - 1991–92 Old Malton St Mary's - 1992–93 York Sugar - 1993–94 Fulford United - 1994–95 Kartiers - 1995–96 - 1996–97 - 1997–98 - 1998–99 - 1999–2000 - 2000–01 Hammerton United - 2001–02 T&L Selby - 2002–03 Hamilton Panthers - 2003–04 Easingwold Town - 2004–05 Heslington - 2005–06 Poppleton United - 2006–07 Osbaldwick - 2007–08 York Railway Institute - 2008–09 Hemingbrough United - 2009–10 St. Clements - 2010–11 Terrington Glory - 2011–12 Church Fenton White Horse - 2012–13 Tadcaster Magnets - 2013–14 F1 Racing - 2014–15 Sporting Knavesmire |

### Division Three
Sau đây là danh sách không đầy đủ của các đội vô địch ở hạng đấu cao thứ tư của York League.
| - 1920–21 Poppleton United - 1921–22 Phoenix Working Mens Club - 1922–23 Manor School Old Boys - 1923–36 Không thi đấu - 1936–37 Riccall United - 1937–38 Church Fenton - 1938–65 not competed - 1965–66 Cross Keys - 1966–67 Fulford Road Working Mens Club - 1967–68 Bishop Wilton - 1968–69 Amotherby & Swinton - 1969–70 FC Melrose - 1970–71 New Earswick - 1971–72 Cravens - 1972–73 Sheriff Hutton - 1973–74 Crown Hotel - 1974–75 Moor Lane Youth Club - 1975–76 Cawood - 1976–77 Kingsway | - 1977–78 Chapelfields Youth Club - 1978–79 Osbaldwick - 1979–80 Aruda - 1980–81 Ebor - 1981–82 Olympia Mills (Selby) - 1982–83 Selby Town Dự bị - 1983–84 Hemingbrough United - 1984–85 Melbourne - 1985–86 Poppleton United - 1986–87 Westlers United - 1987–88 Rangers - 1988–89 Black a Moor - 1989–90 Ben Johnsons - 1990–91 Selby RSSC - 1991–92 Post Office - 1992–93 Whitemoor - 1993–94 Malton Bacon Factory - 1994–95 Cawood - 1995–96 | - 1996–97 - 1997–98 - 1998–99 - 1999–2000 - 2000–01 T&L Selby - 2001–02 LNER Builders - 2002–03 Wilberfoss - 2003–04 Tockwith - 2004–05 Sheriff Hutton - 2005–06 Huby United - 2006–07 St. Clements - 2007–08 Heworth - 2008–09 Terrington Glory - 2009–10 Strensall - 2010–11 Cliffe - 2011–12 Tadcaster Magnets - 2012–13 F1 Racing - 2013–14 Sporting Knavesmire - 2014–15 Kirkbymoorside |